# كاتي بندر
كاتي بندر (بالإنجليزية: Kate Rebecca "Katie" Bender)‏ هي مخرجة أسترالية، ولدت في 5 أكتوبر 1985 في غيلونغ في أستراليا.

## وصلات خارجية
- كاتي بندر على موقع IMDb (الإنجليزية)